# 珍珠花瓣蟹
珍珠花瓣蟹（学名：Liomera margaritata）为扇蟹科花瓣蟹属的动物。分布于日本、新喀里多尼亚、萨摩亚、新几内亚、苏门答腊、安汶、红海、马达加斯加以及中国大陆的广西等地，生活环境为海水，多生活于珊瑚礁浅水中。